# Романьков, Михаил Егорович
Михаи́л Его́рович Романько́в (6 февраля 1926 — 9 июля 1966) — советский военнослужащий, участник Великой Отечественной войны. Герой Советского Союза (29 июня 1945 года).

## Биография
Романьков М. Е. родился в деревне Дубинка Вендорожского сельсовета Могилёвского района Могилёвской области в крестьянской семье. Белорус. Получил начальное образование. В ряды Красной Армии вступил в 1944 году.
Участвовал в Великой Отечественной войне с июля 1944 года. Младший сержант Романьков М. Е. возглавлял пулемётный расчёт 350-го стрелкового полка (96-я стрелковая дивизия, 48-я армия, 3-й Белорусский фронт), который 22 марта 1945 года в течение боя за деревню Радау (ныне Rodowo, гмина Бранево, Браневский повят, Варминьско-Мазурское воеводство, Польша) смог уничтожить десятки вражеских солдат и офицеров. Через два дня, 24 марта, Романьков проявил себя при высадке десанта через залив Фришес-Хафф на косу в районе Хейлигенбейля, сумев, находясь в засаде, сдержать большие силы врага при помощи пулемёта. Уже 5—6 мая 1945 года во время боя на косе Фришес-Нерунг получил ранение, но строй не покинул. 29 июня 1945 года Романькову М. Е. было присвоено звание Героя Советского Союза.
Демобилизовавшись после войны, переехал в Могилёв, где находился на хозяйственной работе.

## Награды и звания
- Герой Советского Союза (29 июня 1945 года)
- Орден Ленина
- Орден Славы III степени
- Медали.

## Память
- Памятный знак в честь Героя Советского Союза Михаила Романькова (2021). Установлен на здании Вендорожской средней школы[2]
- Имя М. Е. Романькова присвоено ГУО "Вендорожская средняя школа" (2022) в агрогородке Вендорож Могилёвского района Могилёвской области Республики Беларусь[3][4]. Одна из экспозиций в школьном музее посвящена М. Е. Романькову.